# Pterolophia mindanaonis
Pterolophia mindanaonis är en skalbaggsart som beskrevs av Stefan von Breuning 1943. Pterolophia mindanaonis ingår i släktet Pterolophia och familjen långhorningar.
Artens utbredningsområde är Filippinerna. Inga underarter finns listade i Catalogue of Life.